# Zhao Mengfu
För kratern, se Chao Meng-Fu (krater).
Zhao Mengfu, född 1254, död 1322, var en kinesisk målare, kalligraf, statsman och furste med härkomst från Songdynastins kejsarhus.
Han fick tidigt hög ställning, men drog sig vid Songdynastins fall 1279 tillbaka till privatlivet. Han återkallades emellertid till hovet av Yuan, var verksam under fem mongolkejsare och åtnjöt stor aktning. Han var utpräglad traditionalist och studerade Song-målarna, men än mer de äldre konstnärerna från Tang, i synnerhet Wang Wei. Han hade en ovilja att följa det förfinade, försiktiga målerisättet som var vanligt på hans tid och föredrog istället den grövre stilen från 800-talet. Detta anses ha gett upphov till en revolution som skapade de moderna kinesiska landskapsmålningarna.
Han är berömd som hästmålare och anslöt sig som sådan till Han Gan och Li Gonglin. Som landskapsmålare står han med sina ofta torrt och precist utförda bilder i skarp kontrast till de inspirerat expressiva föregångarna. De honom tillskrivna hästmålningarna torde vanligen vara senare imitationer. Med större sannolikhet kunna vissa framställningar av andra djur och figurer i landskap betraktas som original av Zhao, t.ex. en horisontalrulle med ett får och en get, enligt påskrift utförda efter naturen (Freer Gallery of Art, Washington), och ett par stora, färgrika kompositioner med historiska scener i traditionellt behandlade landskap (Nationalmuseet, Peking).
Zhao var gift med Guan Daosheng, som också var en framstående konstnär.

## Utmärkelser
Nedslagskratern Chao Meng-Fu på planeten Merkurius är uppkallad efter honom.